# Titularbistum Myra dei Greco-Melkiti
Myra dei Greco-Melkiti (ital.: Mira dei Greco-Melkiti) ist ein Titularerzbistum der römisch-katholischen Kirche, das vom Papst an Bischöfe aus der mit Rom unierten Melkitischen Griechisch-Katholischen Kirche vergeben wird.
| Titularerzbischöfe von Myra dei Greco-Melkiti |                                                   | |                   |                   |
| Nr.                                           | Name                                              | Amt | von               | bis               |
| 1                                             | Etienne Soukkarie                                 | Apostolischer Vikar von Alexandria (Melkiten) (Ägypten)                                                           | 25. April 1920    | 25. November 1921 |
| 2                                             | Joseph Elias Tawil Titularerzbischof pro hac vice | Weihbischof in Alexandria (Ägypten) Apostolischer Vikar für die Melkiten in den USA                               | 29. August 1959   | 28. Juni 1976     |
| 3                                             | Basile Khoury BS                                  | emeritierter Erzbischof von Saida (Libanon)                                                                       | 25. August 1977   | 22. April 1985    |
| 4                                             | Georges Nicolas Haddad SMSP                       | Bischof von für die Gläubigen des melkitischen Ritus in Argentinien Apostolischer Administrator von Akka (Israel) | 20. April 2002    | 17. Oktober 2006  |
| 4                                             | Michel Abrass BA                                  | Weihbischof im Melkitischen Patriarchat von Antiochien                                                            | 11. November 2006 |                   |